# Bundokvliegenvanger
De bundokvliegenvanger (Ficedula luzoniensis) is een zangvogel uit de familie van vliegenvangers (Muscicapidae).

## Verspreiding en leefgebied
Deze soort is endemisch op de Filipijnen.
- F. l. rara (Salomonsen, 1977) - Palawan
- F. l. calayensis (McGregor, 1921) - Calayan
- F. l. luzoniensis (Ogilvie-Grant, 1894) - Luzon
- F. l. mindorensis (Hachisuka, 1935) - Mindoro
- F. l. nigrorum (Whitehead, J, 1897) - Negros
- F. l. montigena (Mearns, 1905)	- Mount Apo, Kitangladgebergte en Mount McKinley (centraal Mindanao)
- F. l. matutumensis Kennedy, 1987 - Mount Busa en Mount Matutum  (zuidelijk Mindanao)
- F. l. daggayana Meyer de Schauensee & duPont, 1962 - Misamis Oriental (noordelijk-centraal Mindanao)
- F. l. malindangensis Rand & Rabor, 1957 - Mount Malindang (noordwestelijk Mindanao)